# 3-я Черкизовская улица
Тре́тья Черки́зовская у́лица (бывшая 3-я улица Черкизова) — улица в Восточном административном округе Москвы в Преображенском, отходит от улицы Преображенский Вал. Исторический район Черкизово. Нумерация домов начинается от улицы Преображенский Вал.

## Происхождение названия
Название дано по селу Черкизово, которое известно ещё с 1378 года и которое носило имя царевича Серкиза (Черкиза). Царевич приехал из Золотой Орды, принял православие и поступил на службу к великому князю Дмитрию Донскому. При крещении царевич и получил это имя. Когда в мае 1917 года были утверждены новые границы Москвы, Черкизово попало в черту города. Со временем на месте села сложились Большая Черкизовская улица, Малая Черкизовская улица, 12 номерных Черкизовских улиц и 5 номерных Черкизовских переулков. К нашему времени, из этих номерных улиц первоначальное название осталось лишь за Третьей Черкизовской улицей.

## Описание

### Здания и сооружения
Единственным зданием, относящимся к 3-й Черкизовской улице, является дом № 14.
Все остальные приписаны к Преображенскому Валу или Большой Черкизовской.

## Транспорт

### Московский метрополитен
- Станция метро  Преображенская площадь

### Наземный транспорт
- Трамваи: 2, 4, 11, 13, 36, 46[2];
- Автобусы: т32, т41, т83, 34, 52, 86, 171, 230, 449, 716.

#### Трамвайные и автобусные остановки
- Трамвайные остановки Станция метро «Преображенская площадь»:

Трамваи: 2, 4, 7, 11, 13, 36, 46.
- Автобусные остановки Станция метро «Преображенская площадь»:

На Большой Черкизовской улице: автобусы т32, т41, т83, 34, 52, 230, 449, 716;
На Краснобогатырской улице: автобусы 86.
- Остановка «Преображенский рынок»:

Трамваи: 2, 11, 36, 46.